# Pheidole alexeter
Pheidole alexeter  (лат.) — вид муравьёв рода Pheidole из подсемейства Myrmicinae (Formicidae). Неотропика: Бразилия (Vigia, около Белен, штат Пара). Мелкие муравьи (длина 2—4 мм) желтовато-коричневого цвета с характерными большеголовыми солдатами. Мелкие рабочие темно-желтого цвета, крупные рабочие — красновато-коричневые. Голова крупных солдат прямоугольной формы. На проподеуме имеются короткие шипы. Тело покрыто многочисленными длинными щетинками. Усики рабочих и самок 12-члениковые (13 у самцов) с 3-члениковой булавой. Стебелёк между грудкой и брюшком состоит из двух члеников: петиолюса и постпетиолюса (последний четко отделен от брюшка). Затылок солдат с выемкой, а у мелких рабочих — округлый. Крупные рабочие (солдаты): ширина головы — 1,44 мм, длина головы равна 1,54 мм, длина скапуса усика — 0,72 мм. Мелкие рабочие: ширина головы — 0,62 мм, длина головы равна 0,62 мм, длина скапуса усика — 0,66 мм. Включён в группу видов Pheidole tristis
.